# Eduard Hernández Teixidor
Eduard Hernández Teixidor (Sant Feliu de Guíxols, Baix Empordà, 28 de juliol de 1981) és un corredor de muntanya i raquetes de neu català.
Amb 34 anys, el corredor de l'Associació Esportiva Matxacuca, descobrí el món de les curses de muntanya, i de la ma de la seva entrenadora Silvia Puigarnau, ben aviat començà a aconseguir bons resultats i èxits competitius. El 2017 es convertí en campió de Catalunya de raquetes de neu, després de la prova disputada a la Gormanda Blanca, a la Vall de Conangles, l'última prova organitzada pel Club Excursionista Vilaller, dins del marc del campionat de la Federació d'Entitats Excursionistes de Catalunya (FEEC). El 2019 fou guanyador de las 'Golden Trail National Series', després de vèncer en la 'LouzanTrail', i ser segon en el 'Marató del Meridiano'. També s'imposà en el Trail Cap de Creus, i es proclamà campió de la I Leyre Vertical. L'any 2019 es proclamà campió de l'Olla de Núria Vertical. L'any 2020 tornà a declarar-se campió de raquetes de neu de Catalunya en la prova de la cursa de la Traça Muga, organitzada per la Unió Excursionista Urgellenca, que se celebrà l'estació d'esquí nòrdic d'Aransa a Lles de Cerdanya. L'any 2021 guanyà la carrera vertical nocturna de la 'Tenerife Bluetrail'.